# Metrosexualitet

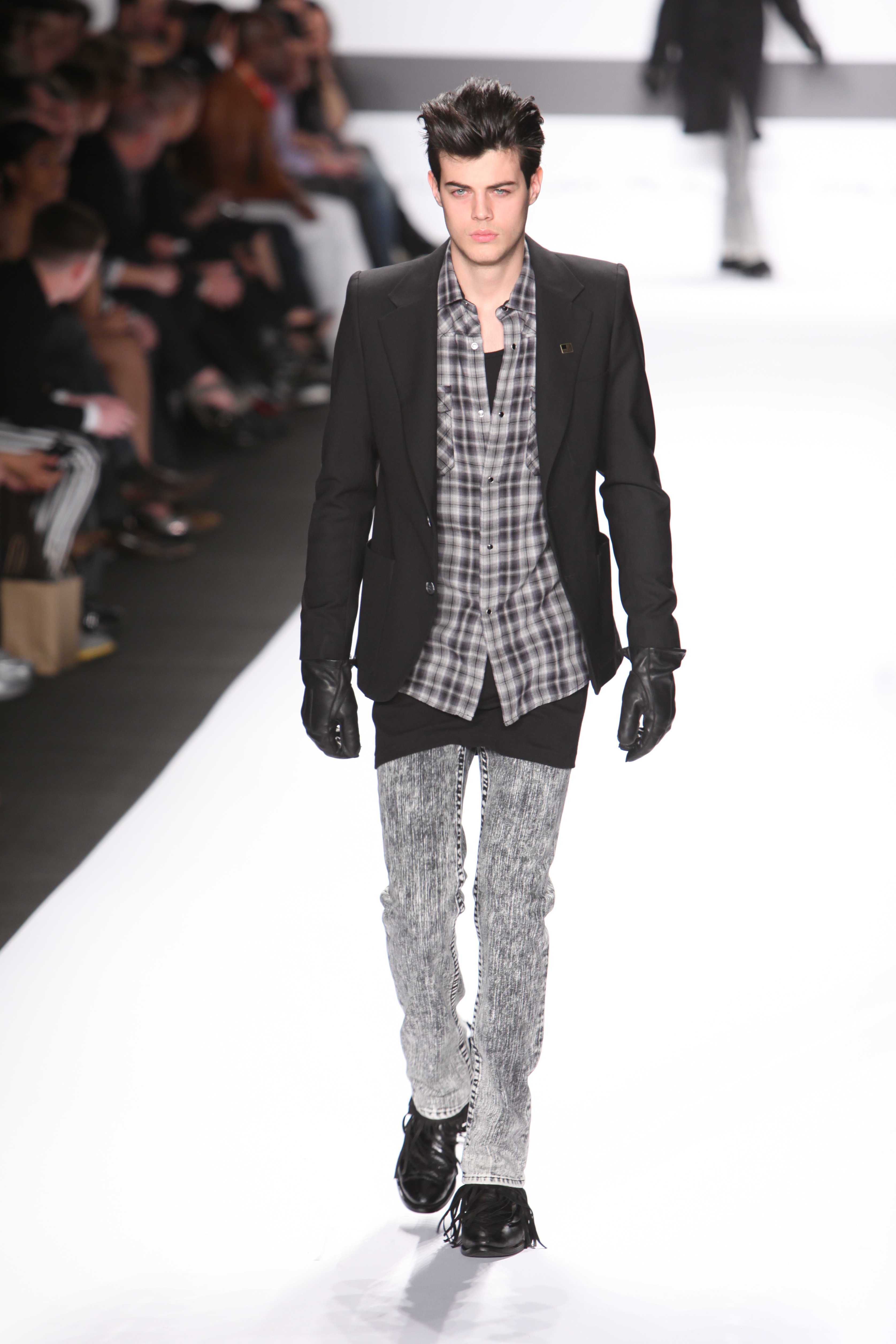
Herrmodebranschen och konsumentkulturen är nära besläktad med begreppet metrosexualitet.

Metrosexualitet är en subkultur eller livsstil bland heterosexuella män, där man intresserar sig för estetik[källa behövs] och månar om sitt utseende och livsstil. 1994 myntade den brittiske journalisten Mark Simpson uttrycket i en artikel publicerad i The Independent kallad "Here Come the Mirror Men". Det var en sammanskrivning av orden "metropol" och "heterosexuell" och förklarades med att de män som var bosatta i metropoler, stora städer, hade börjat bejaka sina feminina sidor och vågade vara lika trendiga som kvinnorna. Ibland används ordet retrosexuell som detta ords motsats. Retrosexuell signalerar då en konservativ social inställning.
En annan syn på metrosexualitet kan innebära att man oavsett egentlig sexuell läggning framhåller stilfullhet före det mesta.
Den metrosexuella mannen kan sägas ha en livsstil och ett utseende som kan vara både extremt macho/maskulint eller precis tvärtom. I det avseendet kan den metrosexuella mannen till utseende och stil liknas vid stereotypen av den homosexuella mannens. Metrosexualitet är dock ingen egentlig sexualitet.
Många metrosexuella män är inte främmande för att använda smink.
Den vanliga missuppfattningen att ordet metrosexuell skulle vara en sammanskrivning av "metropolit" och "heterosexuell" grundar sig på att man förväxlar det aktuella, engelska ordet "metropolitan" (som betyder storstads-, huvudstads-, eller världsstads-) med svenskans "metropolit" (kyrklig ledare). 
Metrosexuell betyder alltså i grund och botten världsstadssexuell.